# JetSmart
 (août 2020).
Si vous disposez d'ouvrages ou d'articles de référence ou si vous connaissez des sites web de qualité traitant du thème abordé ici, merci de compléter l'article en donnant les références utiles à sa vérifiabilité et en les liant à la section « Notes et références ».
JetSmart est une compagnie aérienne à bas prix basée à l'Aéroport international Arturo-Merino-Benítez à Santiago du Chili, au Chili. Elle propose des destinations domestiques et internationales vers l'Argentine, le Pérou, la Colombie et le Brésil. C'est une filiale d'Indigo Partners comme les compagnies Wizz Air (Hongrie), Frontier Airlines (États-Unis) et Volaris (Mexique). 

## Destination
JetSmart est une compagnie aérienne qui à plus de 20 destinations en Amérique du sud.

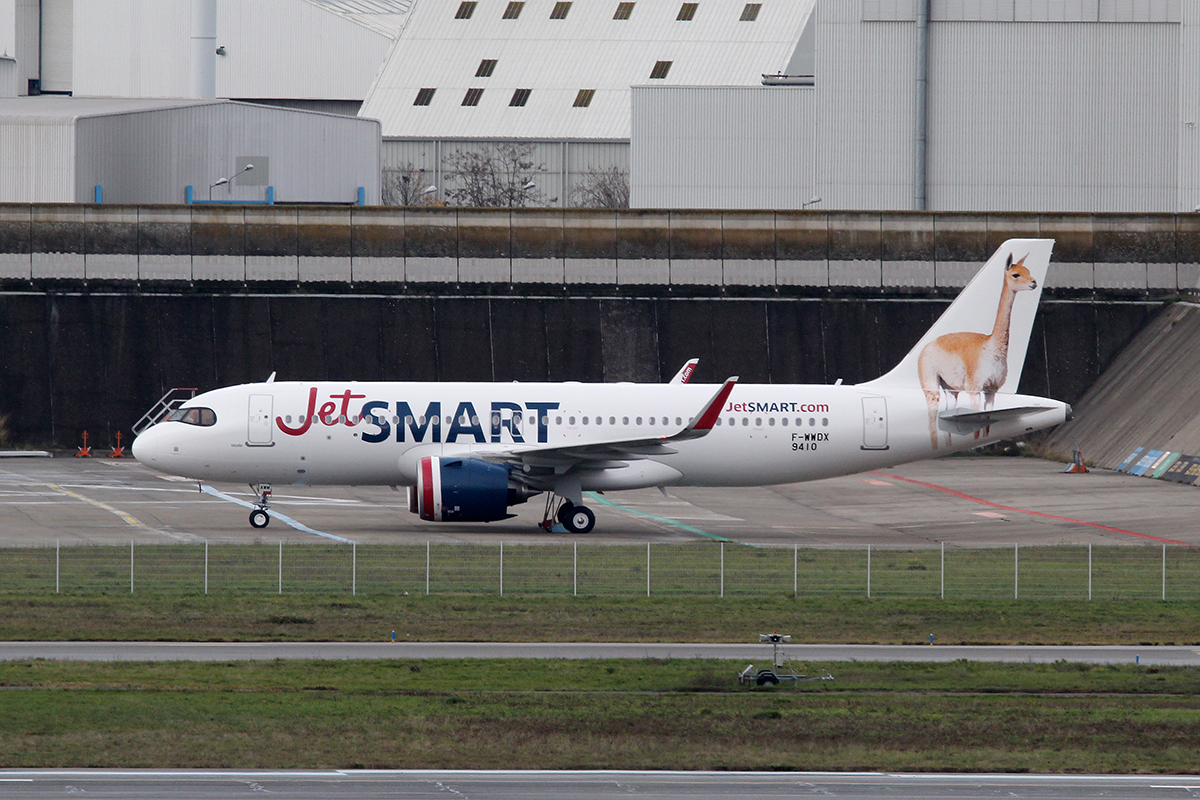
Airbus A320neo

| Pays      | Villes |
| --------- | --- |
| Chili     | - Santiago du Chili - Arica - Iquique - Calama - Antofagasta - La Serena - Conception - Temuco - Valdivia - Puerto Montt - Chiloé - Balmaceda - Puerto Natales - Punto Arenas |
| Argentine | - Buenos Aires |
| Pérou     | - Trujillo - Chaux - Arequipa |
| Brésil    | - Rio de Janeiro - Foz do Iguazu - Sao Paulo |
| Colombie  | - Medellin - Bogota - Cali |
| Uruguay   | - Montévideo |

## Flotte
La flotte de JetSmart est composée des appareils suivants :